# 진보침
진보침(중국어 정체자: 陳寶琛, 병음: Chen Baochen, 1848년 - 1935년)은 청나라 말기의 관리, 시인, 역사가이다. 자는 백잠(伯潜), 호는 도암(弢庵 또는 陶庵), 시호는 문충(文忠)이다.

## 생애
복건성(福建省) 복주부(福州府) 민현(閩縣) 나주(현재 푸저우시 창산구 나주진) 출신이다. 1868년에 진사가 되었고, 이어 한림원(翰林院) 서길사(庶吉士), 편수(編修)가 된다. 1875년, 한림시독(翰林侍讀)이 되었고, 학사 장패륜, 통정사 황체방, 시랑 보정과 시국을 논하는 것을 좋아해 '청류사간(淸流四諫)'이라고 불렀다. 1881년, 한림원 시강학사가 되어 『목종본기(穆宗本紀)』의 편찬을 맡았다. 1882년, 강서학정(江西學政)에 임명되어, 백록동서원(白鹿洞書院)을 세웠다. 1884년, 청불 전쟁에서 강등되어 귀향하여 독서의 나날을 보내게 되었다. 고향에서 조상이 지은 서고 사서루(賜書樓)를 세우고, 새롭게 창취루(滄趣樓)를 건축했다. 1899년, 오봉서원산장(鰲峰書院山長)으로 임명되었다. 1905년, 복건철로총판(福建鐵路總辦)이 되었고, 1907년에는 전민사범학당(全閩師範學堂, 현재 푸젠 사범대학)을 설립했다.
1909년, 북경의 부름을 받고 예학관총찬대신(禮學館總纂大臣)이 되었다. 1911년에는 선통제(宣統帝) 부의(溥儀)의 스승이 되었다. 다음 해 1912년에는 청나라가 몰락하면서 부의는 퇴위했다. 진보침은 그대로 부의를 따라 자금성에 거주하여 『덕종실록』 편찬을 맡았고, 1921년에 본기(本紀)가 완성되자 태부(太傅)라는 호칭을 받았다. 그동안 장훈복벽(張勳復辟) 때에는 의정대신에게 추천되었다. 1923년에는 총리 내무부 대신으로 정효서(鄭孝胥)를 추천했고, 1925년에 부의가 자금성에서 퇴거하여 천진으로 향하자 이를 따랐다.
만주사변을 거쳐 부의가 만주국 집정(執政)으로 옹립되자 동행할 것을 친히 청했지만, 거절하고 그대로 천진에 살다가 1935년에 사망했다.

## 저서
장서가로 알려져 10만 권을 가지고 있었다고 전한다.
- 『陳文忠公奏議』 (진문충공주의)
- 『滄趣樓文存』 (창취루문존)
- 『滄趣樓詩集』 (창취루시집)
- 『滄趣樓律賦』 (창취루율부)
- 『南游草』(남유초)